# Forquilla de Currywurst

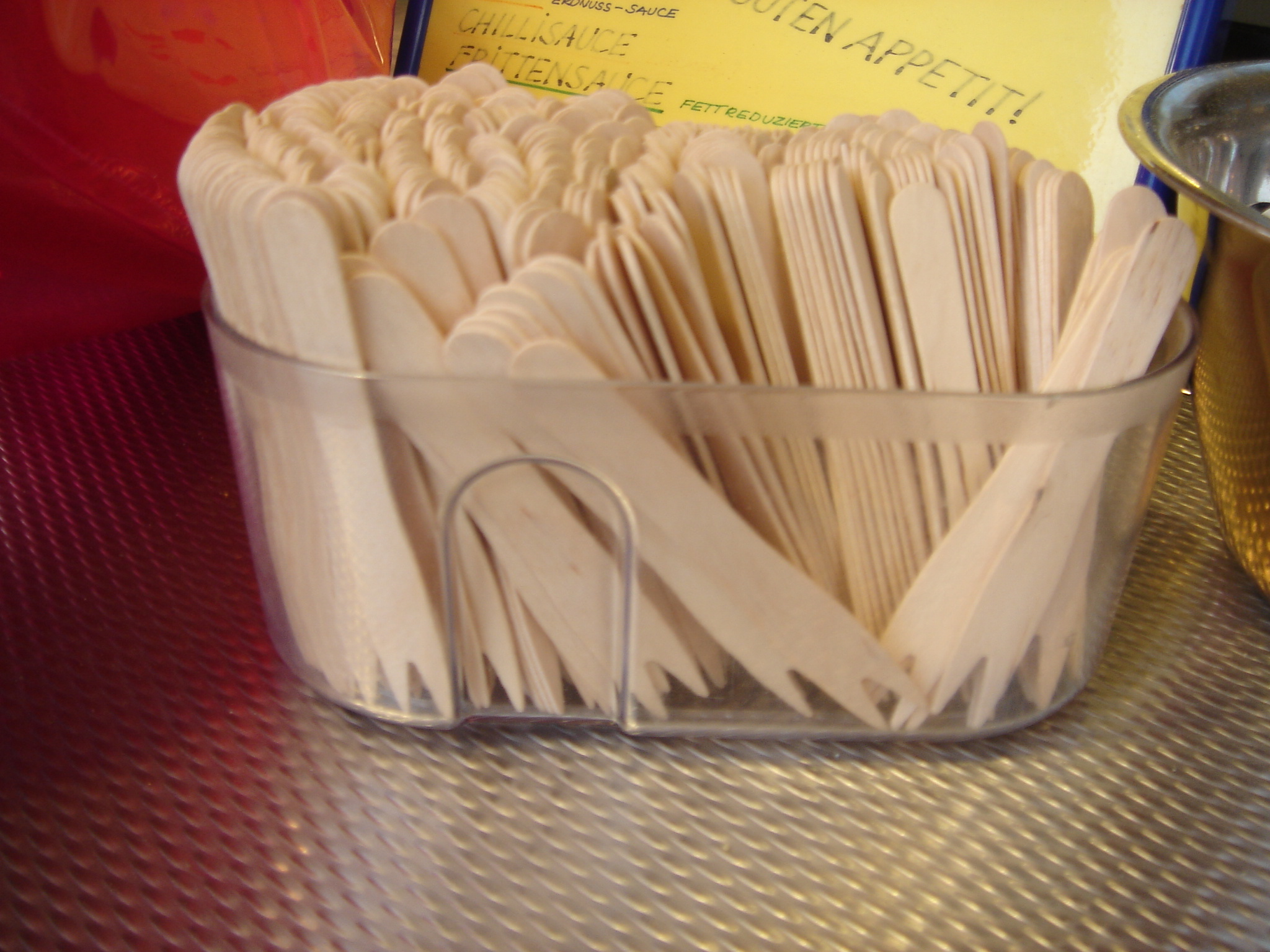
Caixa amb forquilles de Currywurst de fusta.

La forquilla de currywurst  (en alemany, Pommesgabel) és una espècie de forquilleta, feta o bé de fusta o de plàstic. Se serveix a les parades de menjar de currywurst d'Alemanya i d'Àustria. Es presenta sempre clavada a la salsitxa un cop s'entrega l'aliment al client i ha esdevingut un símbol del menjar ràpid en aquests estats germanòfons, també amb el sobrenom que emula una mà cornuda.
La idea de servir aquesta petita forquilla, de tot just uns centímetres de longitud (entre 7,5 i 9 cm) és la de poder punxar les rodanxes del currywurst i poder sucar-les en la salsa de curri o, altrament, en mulladors diversos com ara la maionesa o el quètxup. També s'utilitza, consegüentment, per a punxar les patates fregides. L'ús d'aquesta forquilla, sovint de fusta o de poliestirè i amb entre dues i tres dents, evita que els consumidors es taquin els dits amb el greix de la salsitxa i dels fregits.